# Kolla parvipicta
Kolla parvipicta är en insektsart som beskrevs av William Lucas Distant 1902. Kolla parvipicta ingår i släktet Kolla och familjen dvärgstritar. Inga underarter finns listade i Catalogue of Life.